# Casper Sleep
Casper Sleep ist ein amerikanisches Unternehmen, das Matratzen herstellt und online vertreibt. Die Matratzen werden in Georgia und Pennsylvania produziert. Der Absatzmarkt beschränkt sich auf Nordamerika (Kanada und die Vereinigten Staaten). Der europäische Markt (DACH und das Vereinigte Königreich) wurde im Jahr 2020 aufgegeben. Das Unternehmen bietet auch Bettwäsche, Kopfkissen und Hundematratzen an.

## Geschichte
In den zu dieser Zeit hohen Matratzenpreisen erkannten die Gründer (Philip Krim, Neil Parikh, T. Luke Sherwin, Jeff Chapin, Gabe Flateman) des Start-ups die Möglichkeit, eine konkurrenzfähige Alternative zu etablieren. Vor allem jüngere Kunden sollten von der Möglichkeit des Onlinekaufs angesprochen werden. Die Website Casper.com startete im April 2014 in den USA und 2016 in Deutschland. Casper bietet einen kostenlosen Rückversand nach bis zu 100 Nächten an.